# Neoromanticismo (musica)
Il Neoromanticismo nella musica è un ritorno (in uno dei diversi momenti nel XIX o XX secolo) all'espressione emotiva associata al romanticismo del XIX secolo. A partire dalla metà degli anni 1970 il termine ha iniziato ad essere identificato con il postmodernismo neoconservatore, in particolare in Germania, Austria e Stati Uniti, con compositori come Wolfgang Rihm e George Rochberg. Attualmente compositori attivi statunitensi diffusamente descritti come neoromantici sono David Del Tredici e Ellen Taaffe Zwilich. Francis Poulenc e Henri Sauguet erano compositori francesi considerati neoromantici mentre Virgil Thomson, Nicolas Nabokov, e Douglas Moore erano compositori americani considerati neoromantici.

## Definizioni
Neoromanticismo è un termine che ha origine nella teoria letteraria nei primi anni del XIX secolo per distinguere successivi tipi di romanticismo da manifestazioni precedenti. Nella musica fu usato per la prima volta da Richard Wagner nel suo polemico articolo del 1851 "Oper und Drama", come termine dispregiativo per il romanticismo francese di Hector Berlioz e Giacomo Meyerbeer dal 1830 in poi, che egli vedeva come una forma degenerata del vero romanticismo. Ironia della sorte, la parola cominciò ad essere utilizzata dagli storici delle idee per riferirsi alla musica a partire dal 1850, e per l'opera di Wagner in particolare. La denominazione "neo" fu utilizzata per riconoscere il fatto che la musica della seconda metà del XIX secolo era rimasta in un modo romantico in un'epoca poco romantica, dominata dal positivismo, quando la letteratura e la pittura si erano trasferiti al realismo ed all'impressionismo. Nel ventesimo secolo compositori come John Adams e Richard Danielpour sono stati descritti come neoromantici.
Secondo Daniel Albright, 
Alla fine del XX secolo, il termine neoromanticismo è venuto a suggerire una musica che imita l'alta saturazione emotiva della musica di (ad esempio) Schumann [Romanticismo], ma nel 1920 ha significato una sorta di emotività sommessa e modesta, in cui i gesti eccessivi degli espressionisti sono stati ridotti in qualche residuo solido di un sentimento durevole.
Così, nella visione di Albright, il neoromanticismo nel 1920 non fu un ritorno al romanticismo, ma, al contrario, temperare un surriscaldato post-romanticismo.
In questo senso, Virgil Thomson si proclamò essere "il praticante (di Neo-Romanticismo) più facilmente etichettato in America"::
Il Neoromanticismo coinvolge un materiale melodico addolcito (i neo-classicisti si interessano di temi spigolosi) e la manifestazione sincera dei sentimenti personali.... Tale posizione è puramente estetica, perché tecnicamente siamo eclettici. Il nostro contributo all'estetica contemporanea è stato quello di porre i problemi della sincerità in un modo nuovo. Noi non siamo orientati ad impressionare e non ci piacciono le emozioni gonfiate. I sentimenti che davvero sono gli unici che riteniamo degni di espressione..... Il sentimento è il nostro soggetto e, talvolta, il paesaggio, ma preferibilmente un paesaggio con figure. )